# División de Honor de Guadalupe 2022
La División de Honor de Guadalupe 2022 fue la edición número 71 de la División de Honor de Guadalupe.

## Equipos participantes
- Amical Club
- Arsenal Club
- AS Gosier (C)
- ASG Juventus
- CA Marquisat (P)
- Cerfa FC
- CS Moulien
- Jeunesse Evolution FC
- JS Vieux-Habitants
- L'Étoile de Morne-à-l'Eau (P)
- La Gauloise
- Phare du Canal
- RC Basse-Terre
- RS Guadeloupe
- SC Baie-Mahault (P)
- Siroco Les Abymes (P)
- Solidarité Scolaire
- Stade Lamentinois
- US Baie-Mahault
- USR Sainte-Rose

## Ronda Regular
Actualizado el 23 de Mayo de 2022

### Grupo A
| Pos. | Equipo                    | PJ | PG | PE | PP | GF | GC | DG  | Pts. | Clasificado a                |
| ---- | ------------------------- | -- | -- | -- | -- | -- | -- | --- | ---- | ---------------------------- |
| 1    | La Gauloise               | 18 | 11 | 2  | 5  | 31 | 17 | +14 | 53   | Semifinales                  |
| 2    | Phare du Canal            | 18 | 10 | 4  | 4  | 36 | 15 | +21 | 52   | Semifinales                  |
| 3    | L'Étoile de Morne-à-l'Eau | 18 | 9  | 5  | 4  | 27 | 19 | +8  | 50   |                              |
| 4    | Jeunesse Evolution FC     | 18 | 8  | 7  | 3  | 22 | 12 | +10 | 49   |                              |
| 5    | RS Guadeloupe             | 18 | 7  | 2  | 9  | 19 | 30 | -11 | 40   |                              |
| 6    | Stade Lamentinois         | 18 | 7  | 4  | 7  | 25 | 30 | -5  | 39   |                              |
| 7    | ASG Juventus              | 18 | 6  | 3  | 9  | 17 | 24 | -7  | 39   |                              |
| 8    | SC Baie Mahault           | 18 | 5  | 4  | 9  | 22 | 32 | -10 | 37   | Playoff descenso             |
| 9    | Amical Club               | 18 | 4  | 6  | 8  | 14 | 21 | -7  | 36   | Playoff descenso             |
| 10   | Arsenal Club (R)          | 18 | 2  | 5  | 11 | 14 | 27 | -13 | 29   | Promoción de Honor 1 2022-23 |

### Grupo B
| Pos. | Equipo              | PJ | PG | PE | PP | GF | GC | DG  | Pts. | Clasificado a                |
| ---- | ------------------- | -- | -- | -- | -- | -- | -- | --- | ---- | ---------------------------- |
| 1    | Solidarité Scolaire | 18 | 13 | 3  | 2  | 48 | 11 | +37 | 60   | Semifinales                  |
| 2    | AS Gosier           | 18 | 11 | 6  | 1  | 45 | 11 | +34 | 57   | Semifinales                  |
| 3    | CS Moulien          | 18 | 11 | 6  | 1  | 42 | 13 | +29 | 57   |                              |
| 4    | US Baie-Mahault     | 18 | 10 | 3  | 5  | 33 | 26 | +7  | 51   |                              |
| 5    | Siroco Les Abymes   | 18 | 8  | 2  | 8  | 29 | 29 | 0   | 44   |                              |
| 6    | JS Vieux-Habitants  | 18 | 6  | 5  | 7  | 29 | 27 | +2  | 41   |                              |
| 7    | Cerfa FC            | 18 | 6  | 4  | 8  | 28 | 35 | -7  | 40   |                              |
| 8    | CA Marquisat        | 18 | 3  | 4  | 11 | 33 | 55 | -22 | 31   | Playoff descenso             |
| 9    | USR Sainte-Rose     | 18 | 3  | 2  | 13 | 10 | 50 | -40 | 28   | Playoff descenso             |
| 10   | RC Basse-Terre (R)  | 18 | 1  | 1  | 16 | 10 | 50 | -40 | 22   | Promoción de Honor 1 2022-23 |

## Grupo Campeonato

### Semifinales
| Local               | Global | Visita         | Ida   | Vuelta |
| ------------------- | ------ | -------------- | ----- | ------ |
| La Gauloise         | 4 - 3  | AS Gosier      | 1 - 2 | 3 - 1  |
| Solidarité Scolaire | 3 - 1  | Phare du Canal | 1 - 1 | 2 - 0  |

### Juego por el 3er lugar
| Local     | Resultado | Visita         | Fecha       |
| --------- | --------- | -------------- | ----------- |
| AS Gosier | 1 - 2     | Phare du Canal | 29 de junio |

### Final
| Local       | Resultado        | Visita                  | Fecha       |
| ----------- | ---------------- | ----------------------- | ----------- |
| La Gauloise | 1 - 1 (4 - 5 p.) | Solidarité Scolaire (C) | 29 de junio |

## Grupo Descenso

### Semifinales
| Local           | Global | Visita          | Ida   | Vuelta |
| --------------- | ------ | --------------- | ----- | ------ |
| SC Baie Mahault | 3 - 2  | USR Sainte-Rose | 1 - 1 | 2 - 1  |
| CA Marquisat    | 1 - 7  | Amical Club     | 0 - 4 | 1 - 3  |

### Final
| Local                  | Resultado | Visita          | Fecha       |
| ---------------------- | --------- | --------------- | ----------- |
| Guadalupe Sport Club 2 | 0 - 1     | SC Baie-Mahault | 28 de junio |